# Supralathosea baboquivariensis
Supralathosea baboquivariensis là một loài bướm đêm trong họ Noctuidae.